# McLaren 650S
McLaren 650S — суперкар, мировая премьера состоялась в 2014 году на Женевском автосалоне. Автомобиль поступил в продажу через несколько месяцев по цене от 267 900$, а за версию Spider нужно заплатить 280 225$.

## Технические спецификации
650S имеет углеволоконный монокок с алюминиевой структурой в передней и задней части, подвеска имеет тип ProActive Chassis Control, в паре с тем же двигателем V8 на 3.8 литра (M838T) с турбонаддувом, но теперь выдает 641 лошадиных сил и 678 HM крутящего момента, мощность передаётся через 7 ступенчатую трансмиссию SSG с двойным сцеплением на открытый блокирующийся дифференциал. Автомобиль имеет развесовку 42,5%:57.5%.
В стандартной комплектации идут карбоно-керамические тормозные диски. В качестве опции на выбор покрышки Pirelli P Zero и Pirelli P Zero Corsa
Автомобиль имеет ABS, Traction Control, ESC, Launch Control, DRS, активное торможение спойлером.
Таблица разгона и торможения
|             | 0-100 | 0-160 | 0-200 | 100-0  | 200-0 | 402М                 | 1000М                 | Максимальная скорость |
| 650S Coupe: | 3.0 с | 5.7 с | 8.4 с | 30.5 м | 123 м | 10.5c (при 224 км/ч) | 18.9 с (при 281 км/ч) | 333 км/ч              |
| 650S Spider | 3.0 с | 5.8c  | 8.6 с | 30.7 м | 124 м | 10.6c (при 222 км/ч) | 19.0c (при 279 км/ч)  | 329 км/ч              |
| 675 LT      | 2.9 с | 5.4c  | 7.9 с | 30.2 м | 115 м | н/д                  | н/д                   | 330 км/ч              |

В 650S почти 25 % новых частей по сравнению с McLaren MP4-12C.

## Версии

### 650S Spider

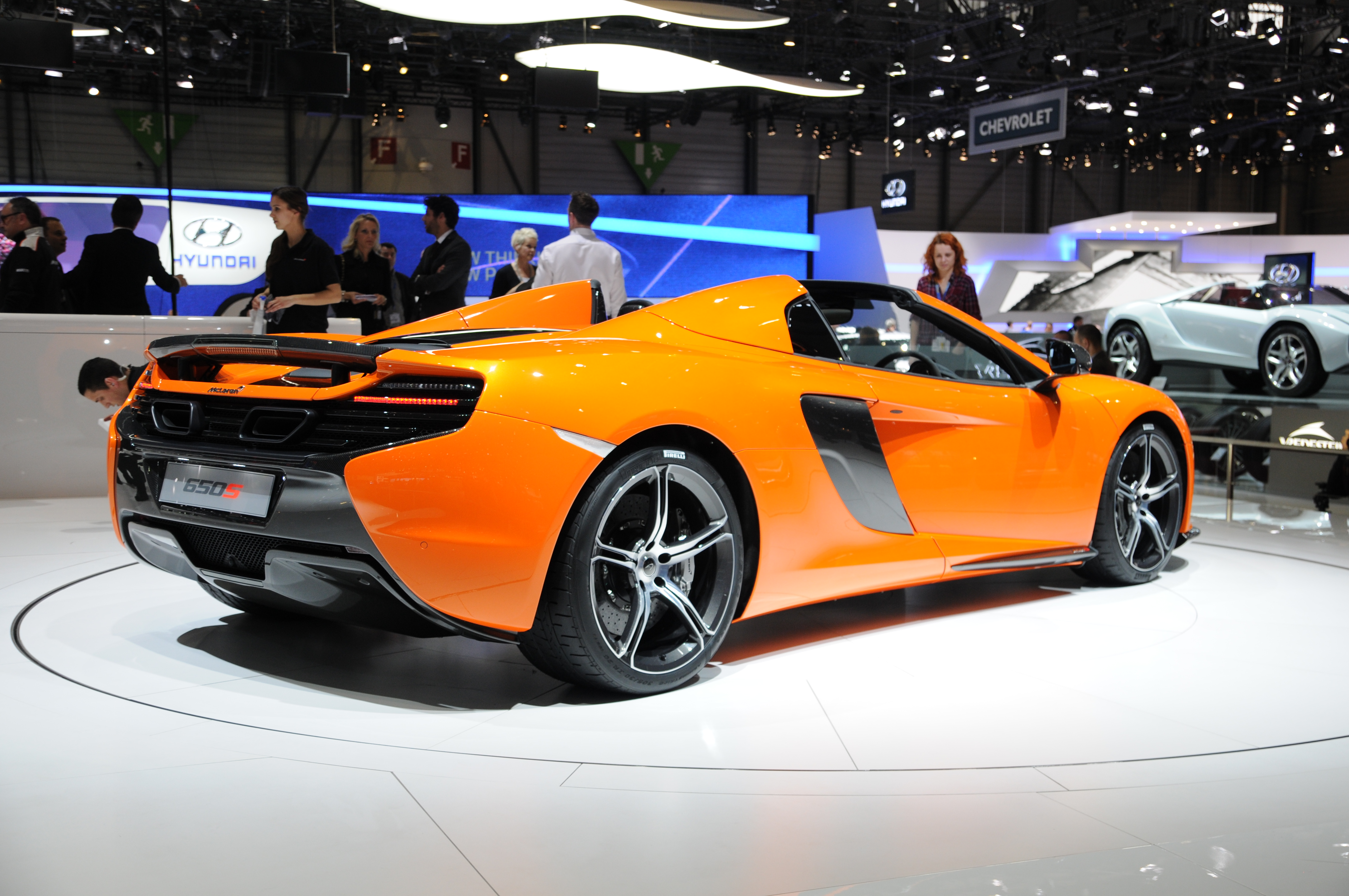
Mclaren 650S Spider

Пришел на замену 12C Spider. Впервые был анонсирован вместе с версией купе в марте 2013 года на Женевском автосалоне. Родстер на 40 кг тяжелее обычной версии, мощность двигателя 3.8 литрового M838T V8 не изменилась, но по динамическим характеристикам лишь на немного уступает, изменились габариты автомобиля, машина стала выше на 4 мм и короче на 3 мм, имеет соотношение мощность-вес 478 лошадиных сил на тонну. При конструировании позаимствовали всего 25 % от 12C Spider, складывание крыши занимает примерно 15 секунд. Стоимость 650S Spider от 280 000$.

### 675LT

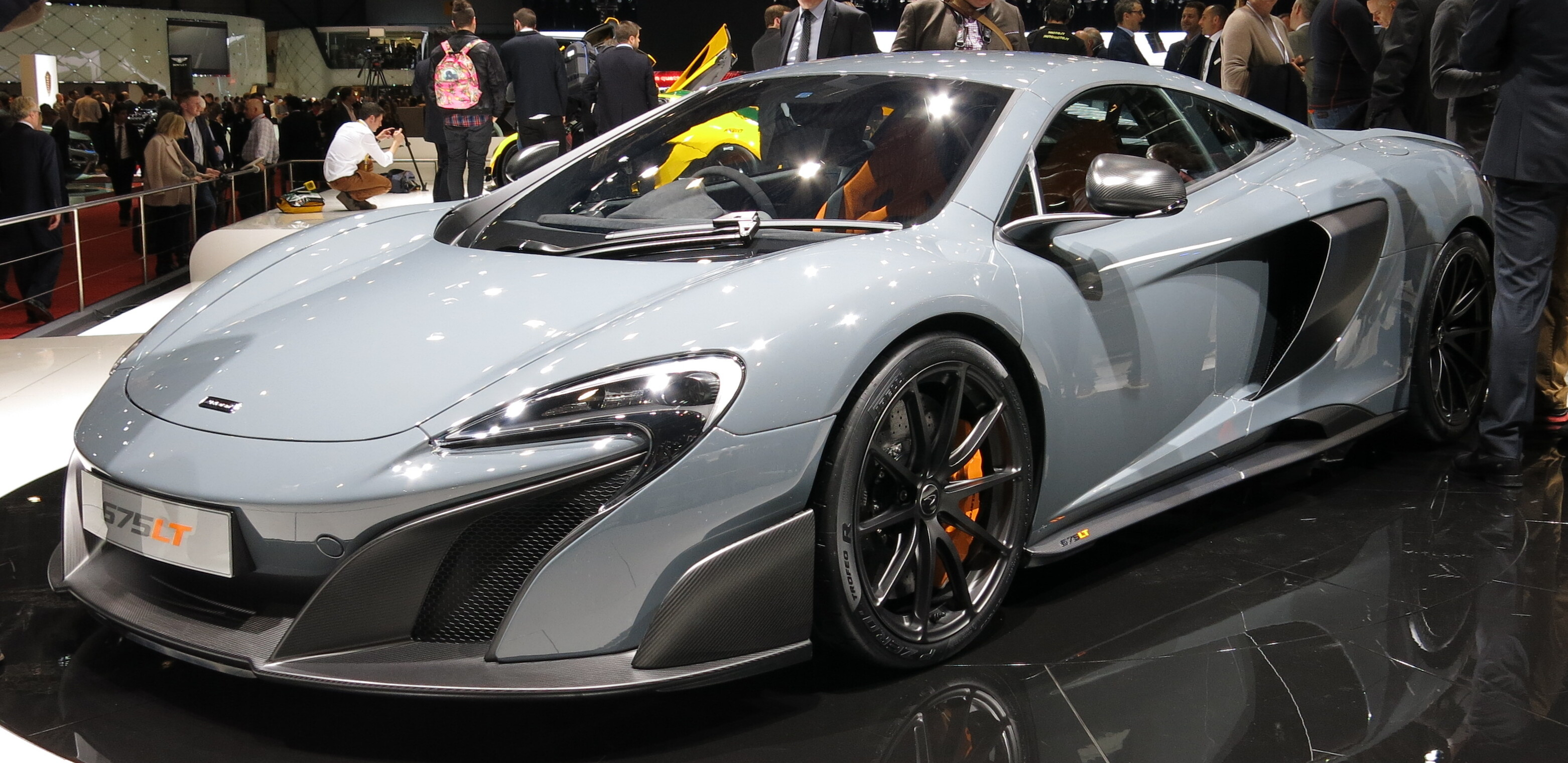
Mclaren 675LT

Был представлен в апреле 2015 года на Женевском автосалоне. Является идеологическим преемником гоночного McLaren F1 GTR Longtail. Автомобиль облегчен почти на 100 кг благодаря использованию углеволокна в шасси, отсутствию кондиционера, легкосплавным дискам которые на 3.2 кг легче чем в P1. Выхлопная система выполненная из титана и новые элементы двигателя M838T позволили получить мощность 675 л.с при 7100 об/мин, а также 700 HM крутящего момента, соотношение мощности к весу 549 лошадиных сил на тонну, это позволяет достичь 100 км/ч за 2.9 секунды. Технологии которые применяли при производстве P1 использовали при создании шасси, новые передний и задний бампера увеличивают прижимную силу на 40 %, из-за этого автомобиль может разогнаться только до 330 км/ч что на 3 км/ч меньше чем у купе 650S, также установлены тормоза большего диаметра. Стоимость около 349 500$.

### GT3
В июне 2014 года, McLaren объявил что будут производить GT3 версии 650S, либо в виде нового автомобиля или в качестве обновления для существующей 12C GT3 — который будет выступать в классе GT3 с 2015 года.
Изменения в автомобиле включают в себя : новая семи-ступенчатая секвентальная коробка передач ; 380 мм вентилируемые тормозные диски с шестью-поршневыми суппортами на передних и четырёх-поршневые на задней колесах; измененная геометрия подвески и модернизированные компоненты.
Она отличается от дорожного автомобиля крупными воздухозаборниками из углеродного волокна, передним сплиттером, и новым задним крылом.
3,8-литровый McLaren V8 твин-турбо двигатель, который также используется в 12С-GT3, производит 493 л.с, и включает в себя новый ECU, чтобы улучшить работу турбины и переключения передач. Мощность автомобиля меньше, чем в дорожном 650S и происходит это из-за омологации.